# Brighamia
Brighamia A.Gray è un genere di piante floreali appartenente alla famiglia delle Campanulaceae. Il genere ha ricevuto questa denominazione in onore del primo direttore del Bernice P. Bishop Museum, William Tufts Brigham.
Sono piante con fusto succulento lungo, sottile e fiori tubolari.
Questi caratteri sono il risultato dell'adattamento alla crescita sulle scogliere ed all'impollinazione da parte dell'insetto endemico delle Hawaii della famiglia delle Sphingidae denominato Manduca blackburni.  Quest'insetto è considerato esso stesso in pericolo di estinzione, sopravvivendo ormai solo sulle pendici meridionali dell'isola di Maui, ben lontano da dove vivono le Brighamia.Qualche impollinazione può avvenire per merito degl'insetti simili M. quinquemaculata e Agrius cingulata.
Nonostante il loro inaccessibile habitat sulle scogliere, le Brighamia vengono talvolta impollinate manualmente da botanici, che desiderano assicurare la produzione di semi.

## Tassonomia
Il genere Brighamia comprende due specie, entrambe molto rare:
- Brighamia insignis A.Gray – ʻŌlulu (diffusa sull'isola di Kauaʻi ed in passato anche sull'isola di Niʻihau)
- Brighamia rockii H.St.John – Pua ʻAla (Molokaʻi, Lānaʻi†, Maui†)